# Algeneters
De algeneters vormen het enige geslacht (Gyrinocheilus) binnen de gelijknamige familie algeneters (Gyrinocheilidae) in de vissenorde karperachtigen (Cypriniformes). De familie omvat kleine Zuidoost-Aziatische vissen die in snelstromend zoet water leven.

## Kenmerken
Ze houden zich vast aan vaste objecten door gebruik te maken van hun zuigmond en voedden zich uitsluitend met algen. Er zijn drie soorten bekend. De leden binnen dit geslacht, samen met enkele andere karperachtige vissen, worden algeneters genoemd.
De kieuwen zijn ook gevormd naar hun levenswijze. Het water kan vanzelf langs de kieuwen stromen zonder dat de vis water in de bek hoeft te nemen.
Gyrinocheilus aymonieri (ook wel "Siamese algeneter" genaamd) wordt soms als aquariumvis gehouden, maar de andere twee soorten, de Gyrinocheilus pennocki en de Gyrinocheilus pustulosus worden zelden als aquariumvis gehouden.

## Soorten[1]
- Gyrinocheilus aymonieri Vaillant, 1902 ("Siamese algeneter")
- Gyrinocheilus pennocki (Fowler, 1937)
- Gyrinocheilus pustulosus Vaillant, 1902